# 잃어버린 편지 (카라지알레)

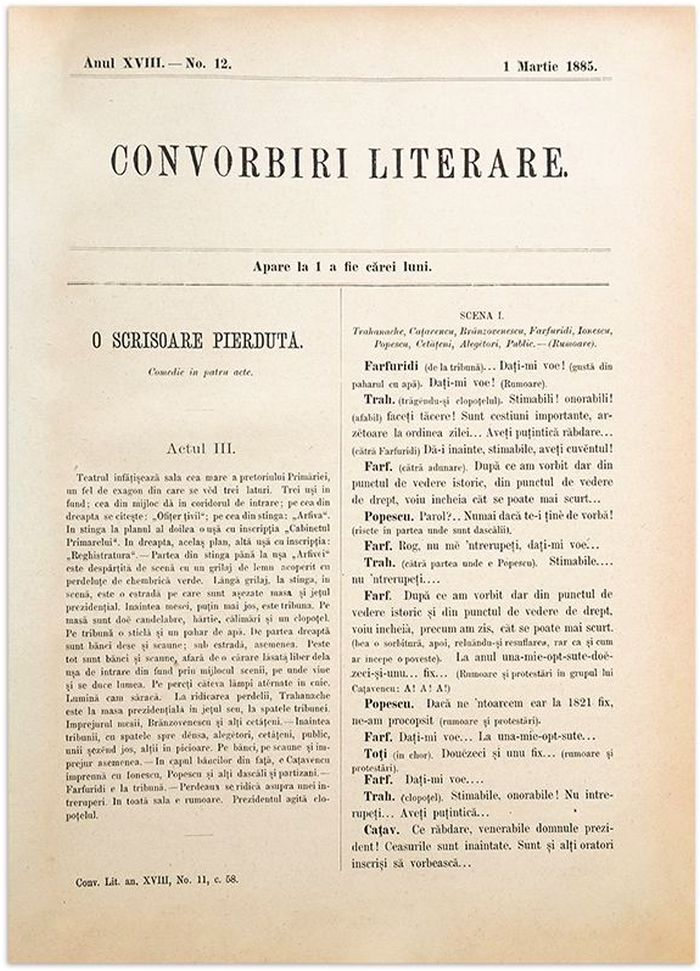

《잃어버린 편지》(O scrisoare pierdută)는 이온 루카 카라지알레가 1884년에 발표한 4막 희극으로 1884년 11월 13일 국립극장에서 초연된 이후 현재까지 매년 빠지지 않고 공연되는 루마니아 최고의 희극 작품이다. 이 작품은 제목에서 알 수 있듯이 편지 한 장을 둘러싸고 일어나는 사건을 그 내용으로 하고 있다.
대다수의 희극(Comedie)들은 거의 권선징악으로 결말을 맺는다. 파렴치한 행동으로 일관했던 자는 결국 피해를 입게 되거나 자신의 잘못을 뉘우치고, 선한 자는 처음에는 갖은 고생을 하지만 끝내는 원하는 바를 이루게 된다.
그러나 카라지알레의 해학극에서는 이런 진부한 결말 대신 독자들을 당황하게 하는 엉뚱한 반전이 일어난다. 누가 보아도 나쁜 사람으로 여길 수밖에 없는 자가 끝까지 뻔뻔스러운 행동을 하다가 극의 끝 부분에 가서 자신의 목적을 성취한다. 그렇지 않을 경우에는 나쁜 자보다 더 나쁜 자가 갑자기 등장해 나쁜 자가 목적했던 바를 더 나쁜 수단을 통해 획득하는 모습도 보인다. 인정하고 싶지 않지만, 이것이 바로 우리 사회의 암울한 모습이다. 정의가 사라진 사회에서 권선징악은 단지 이야기 속에서만 이루어지는 허구일 뿐이다. 카라지알레는 도덕과 윤리를 가르치려고 우리 사회의 모습을 정의가 승리하는 곳인 양 억지로 미화하려고 애쓰지 않았다. 그는 사회가 부패, 위선, 불신, 아부, 협박, 음모 등이 팽배한 곳이라는 사실을 인정하고 있는 것이다. 이곳은 수단을 가리지 않는 자가 정당하게 실력껏 살아가는 사람을 누르고 출세하는 곳이란 걸 보여주면서, 그렇게 천박하게 얻어낸 출세는 결국 자기만족 또는 착각일 뿐이며 다른 사람들에게는 조롱거리밖에 되지 않는다는 걸 우리에게 일깨워주는 것이다.

## 특징
카라지알레의 희극들은 사회의 모습을 무대로 옮겨놓았으며, 사회 속에서 인간들이 갖는 부정적인 모습을 숨김없이 보여주고 있다. 그가 작품 속에서 창조해 낸 인물들은, 특정한 부정적 성격들이 과장에 가깝게 묘사되고 있기에, 현실성이 없는 인물들이라는 평가를 받기도 하지만, 사실은 우리 사회에 존재하는 인간들 중에서 쉽게 만날 수 있는 인물들이다. 아는 것이 없으면서 거짓으로 유식함을 뽐내기 위해서 정확히 알지도 못하는 외국어 단어를 말의 중간 중간에 섞는 사람, 실제로는 자신의 사욕을 채우기 위해서 정치적 지위를 차지하려 하면서 겉으로는 국가와 민족을 위해 봉사한다는 거창한 목적을 내세우며 자신을 합리화하는 인간, 정치적 소신이나 국가 현실에 대한 이해력도 없으면서 자신을 국민이 원하는 지도자라고 착각하는 정치인들, 권력의 신하 노릇을 하는 일 외에는 별다른 일을 하지 않으면서도, 일은 많고 예산에 따라서 월급이 적기 때문에, 국가의 공금을 슬쩍해도 정당하다고 여기는 공무원들, 누굴 자신들의 지도자로 내세워야 할지 고민하며 항상 술에 취해 비틀거리는 일반 시민들, 우리는 이런 사람들을 일상생활에서 그리 어렵지 않게 찾을 수 있다. 카라지알레는 자기를 합리화하면서 살아가는 이런 사람들이 남들에게 얼마나 우스꽝스럽게 보이는가를 여실하게 보여주고 있는 것이다.
카라지알레 희극의 이러한 특성이 가장 잘 나타난 작품이 바로 ≪잃어버린 편지≫다. 이 희극은 정치를 통해 출세하려는 자들을 둘러싸고 벌어지는 협박, 배반, 속임수, 무능력 등 인간들의 갖은 부도덕성과 비사회성을 웃음을 통해 강력하게 공격하고 있다. 우리와는 지역적으로 멀리 떨어져 있는 루마니아의 한 세기 훨씬 이전의 시대상황을 반영하고 있는 작품이지만, 이 작품에서 그려지고 있는 우스꽝스런 사회는 현재 우리 사회의 모습과 그리 다르지 않다. 또한 잃어버린 편지의 등장인물들이 보이고 있는 도덕적 결함도 우리 현대인들의 그것과 그리 큰 차이가 없다.
작가는 이런 부정적 사회의 모습을 보여주면서 이를 고칠 근본적인 해결책이 무엇인가는 제시하지 않았다. 비정상적인 것들에 압도당한 세상, 자신의 욕망과 출세에만 관심이 있는 무능력자들에 의해 경영되는 사회, 이것이 바로 우리가 살고 있는 사회의 비정한 현실이라는 것을 밝히면서, 상류사회를 향한 열망, 출세욕, 성공욕구 등을 채우기 위해서 가면을 쓰고 광대처럼 살아가는 것이 과연 얼마만큼 가치가 있는가를 자문할 기회를 주고 있을 뿐이다.